# كاثرين وينكوورث
كاثرين وينكوورث (بالإنجليزية: Catherine Winkworth)‏ (13 سبتمبر 1827 – 1 يوليو 1878) ترجمت تقليد الكورال الألماني لترانيم الكنيسة لمتحدثي اللغة الإنكليزية، والتي بسببها تم الاعتراف بها من قِبل الكنيسة الأسقفية والكنيسة الإنجيلية اللوثرية في أمريكا. وقد عملت أيضًا على تحقيق فرص تعليمية أوسع للبنات، وترجمت السيرة الشخصية لاثنين من الأخويات الدينية. وعندما كانت بسن السادسة عشرة، كانت وينكوورث قد صاغت تورية سياسية معروفة في ذلك الوقت، وهي Peccavi، «لديَّ السند»، تتعلق بالاستعمار البريطاني للهند.

## حياتها المبكرة
ولدت كاثرين في 13 سبتمبر من عام 1827 في إيلي بلايس، هولبورن على أطراف مدينة لندن. وكانت الابنة الرابعة لتاجر الحرير هنري وينكوورث. انتقلت عائلتها إلى مانشستر في عام 1829، حيث كان والدها يملك مصنعًا للحرير وكانت المدينة تتميز بالحرير في الثورة الصناعية. درست وينكوورث على يد القس ويليام جاسكل، قس كنيسة كروس ستريت، ومع الدكتور جيمس مارتينيو الذين كانوا من التوحيديين البريطانيين البارزين. ويشير المؤرخ المدني هارلود بلات إلى أنه في الفترة الفيكتورية «أهمية العضوية في هذه الجماعة التوحيدية لا يمكن المغالاة فيها: كونها منبع ليبرالية مانشستر، كان لها تأثير هائل على المدينة والأمة على مدى جيل.»
وانتقلت بعد ذلك مع العائلة إلى كليفتون، بالقرب من بريستول. وكانت أختها سوزانا وينكوورث (1820-1884) مترجمة أيضًا، وبالأساس للأعمال التعبدية الألمانية.

## التقليد الكورالي
قضت وينكوورث عامًا في مدينة دريسدين، وخلال هذا الوقت نمَّت اهتمامًا بنُّظم التراتيل الألمانية. ونشرت كتابها ليرا جيرمانيكا في حوالي عام 1854، وهو مجموعة من التراتيل الألمانية كانت قد اختارتها هي وترجمتها إلى الإنكليزية. وتبعتها مجموعة ثانية في عام 1858. ونشرت خلال عام 1863 كتاب الكورال لإنجلترا، والذي اشترك في تحريره كل من المؤلفين ويليام ستيرندالي بينيت وأوتو غولدسميدت. وتبعتها في عام 1869 بنشر المغنيين المسيحيين لألمانيا.
بالرجوع إلى كتاب جامعة هارفارد للترانيم، فوينكوورث «فعلت أكثر من أي فرد آخر لجعل التراث الغني للترانيم الألمانية متاحًا للعالم المتكلم باللغة الإنكليزية.» وقد نُشِرَ أربع امثلة من ترجماتها في كتاب ترانيم الكنيسة 1872 (للأعداد 334، 431، 664، و807).

## تعليم النساء
شاركت وينكوورث بشكل عميق في الترويج لأهمية تعليم النساء، كأمينة لجمعية كليفتون للتعليم العالي للنساء، وكمسانِدة لثانوية كليفتون للبنات، حيث سمي مبنى المدرسة باسمها، وكعضوة في كلية تشيلتينهام للبنات، وكانت كذلك مديرة لمدرسة ريد ميدز في ناحية ويستبوري أون تريم في مدينة بريستول.
ترجمت وينكوورث سيرًا ذاتية لاثنين من مؤسسي الأخويات المعنية بالفقراء والمرضى: حياة القسيس فليندر في عام 1861، وحياة أميليا سيفيكينغ في عام 1863.
وقد وُصفت وينكوورث بأنها «من النسويات الأوليات».

## تورية Peccavi (لدي السند)
بحسب موسوعة بريطانيا للمؤلف بامبر غاسكوين (1993)، تعلمت كاثرين وينكوورث من حملة الجنرال تشارلز جيمس نابير القاسية وغير المخولة (ولكن الناجحة) لغزو مقاطعة السند الهندية، "تبدي رأيها لمعلمها بأن برقية نابير إلى الحاكم العام للهند، بعد احتلال السند، كان يجب أن تكون " Peccavi" (وتعني "لقد اقترفت ذنبًا" باللاتينية: تورية على "لدي الهند" أو “I have sinned”  باللغة الإنكليزية). وأرسلت مُزحتها إلى المجلة الهزلية الجديدة بانش، والتي بدورها طبعتها في 18 مايو 1844. وكان عمر وينكوورث حينها 16 عامًا.
يصف قاموس أوكسفورد للاقتباسات بهذه لوينكوورث، ذاكرًا أنه تم تعيينها لها في ملاحظات واستفسارات في مايو من عام 1954.
كانت تنسب هذه التورية عادًة إلى نابير نفسه. أدى استمرار الإشاعة على مر العقود إلى تحقيقات في أرشيفات كالكوتا، فضلًا عن تعليقات لوليام وارنر في عام 1917 ولورد زيتلاند، وزير الدولة للهند، في عام 1936.

## كتب الترانيم
- ليرا جيرمانيكا، ترانيم أيام الأحد والاحتفالات الرئيسية للسنة المسيحية، مترجمة من الألمانية، طبعة 1855 مجموعة من قبل كاثرين وينكوورث.
- كتاب الكورال لإنجلترا: كتاب ترانيم كامل للعبادة العامة والخاصة، كاثرين وينكوورث، ويليام ستيرندالي بينيت وأوتو غولدسميدت (1863)
- ليرا جيرمانيكا: الحياة المسيحية، كاثرين وينكوورث (1868)
- المغنيون المسيحيون في ألمانيا، كاثرين وينكوورث (1869)
- أغاني للمنزل: الشعر المقدس، كاثرين وينكوورث (1882)

## موتها
توفيت كاثرين وينكوورث بشكل مفاجئ بسبب مرض في القلب قرب جنيف في 1 يوليو 1878 ودُفنت في مونيتير، في سافوي العليا. وتم إنشاء نصب تذكاري لها في كاتدرائية بريستول. وتُذكر ككاتبة ترانيم مع جون مايسون نيل في التقويم الطقسي للكنيسة الأسقفية (الولايات المتحدة الأمريكية) في تاريخ 7 أغسطس وعلى تقويم القديسين في الكنسية الإنجيلية اللوثرية في أمريكا في 1 يوليو.

## روابط خارجية
- كاثرين وينكوورث على موقع ميوزك برينز (الإنجليزية)
- كاثرين وينكوورث على موقع ديسكوغز (الإنجليزية)